# Saison 6 des Soprano
Chronologie
Saison 5
La sixième et dernière saison de la série télévisée Les Soprano a été divisée en deux parties, diffusées respectivement en 2006 et 2007. La première partie a été diffusée pour la première fois sur HBO le 12 mars 2006 et comptait douze épisodes, tandis que les neuf épisodes de la deuxième partie ont été diffusés à partir du 8 avril 2007. Cette ultime saison devait initialement comporter vingt épisodes, mais David Chase en demanda un de plus afin de clore la série comme il le souhaitait.

## Synopsis
La première moitié de saison se concentre sur les opportunités de rédemption offertes à plusieurs membres de la famille mafieuse du New Jersey, particulièrement pour Tony, ce dernier vivant un réveil spirituel à la suite d'une expérience de mort imminente. La seconde partie aborde les conséquences des tensions entre la famille criminelle de Tony et celle des Lupertazzi, notamment au travers du parrain par intérim, Phil Leotardo, qui remplace Johnny Sack, ce dernier étant en prison.

## Épisodes

### Épisode 1:Retraite anticipée
- États-Unis : 12 mars 2006 sur HBO
- France : 22 juin 2006 sur Jimmy

- Jerry Adler (Hesh Rabkin)
- Drea De Matteo (Adriana La Cerva)
- Frankie Valli (Rusty Millio)
- Robert Funaro (Eugene Pontecorvo)
- Tom Aldredge (Hugh DeAngelis)
- Lenny Venito (James "Murmur" Zancone)
- Karen Young (l'agent Robyn Sanseverino)
- Will Janovitz (Finn De Trollo)

Un an après l'arrestation de Johnny Sacks, Tony pèse le pour et le contre de la demande de retraite de l'un de ses associés, et partage une aubaine inattendue avec Carmela. 
Près de deux ans se sont écoulés. Janice élève une nouvelle fille avec Bobby Baccalieri, qui s'est lancé dans le modélisme ferroviaire comme passe-temps. Meadow continue sa relation avec Finn. AJ est maintenant à l'université. Adriana est rappelée par une Carmela inquiétante. Vito est plus mince et est maintenant porte-parole d'une entreprise de perte de poids. il est le meilleur gagne-pain de Tony et est ambitieux. Phil Leotardo, maintenant le patron par intérim de la famille Lupertazzi, s'occupe des affaires de Johnny Sack a été emprisonné.
À Brooklyn, Hesh Rabkin et son gendre Eli Kaplan sont agressés par des associés de Lupertazzi. Essayant de s'échapper, Eli est renversé par un chauffard et grièvement blessé. À la demande de Hesh, Tony essaie de contacter directement Johnny par l'intermédiaire de son beau-frère optométriste, Anthony Infante, mais Johnny ne prête attention qu'aux problèmes financiers de sa famille immédiate. Tony, Vito et Christopher, maintenant capo dans la famille Soprano, rencontrent Phil et Gerry "The Hairdo" Torciano. Les différends entre Tony et Phil sont résolus, et il est expliqué que les associés de New York protégeaient la région de Gerry et ne savaient pas qu'Eli était associé aux Soprano ; ils acceptent de payer une indemnité de 50 000 $ à Eli. La construction par Carmela de sa maison de spécifications est suspendue, en raison d'un « ordre d'arrêt » émis par un inspecteur en bâtiment parce que du bois inapproprié a été utilisé. Son père, Hugh De Angelis, pense qu'un inspecteur qu'il connaissait renoncerait à cette exigence, mais son contact a pris sa retraite. Carmela demande à plusieurs reprises à Tony de voir s'il peut faire lever l'ordre d'arrêt, mais il continue de le reporter.
Eugene Pontecorvo hérite de 2 millions de dollars et aimerait prendre sa retraite avec sa famille en Floride. Portant des cadeaux, il se rend chez Tony pour lui demander la permission. Tony rappelle à Eugene qu'il a prêté serment. Plus tard, Eugène lui donne une part de l'héritage. À la demande de Chris, il tue alors un débiteur ; en retour, Chris dit: "Je vais dire un bon mot à Tony à propos de la Floride." La décision de Tony est relayée par Silvio : "Ton truc de Floride. C'est interdit." Eugene est également un informateur pour le FBI, et est devenu plus précieux pour le Bureau depuis la mort de Ray Curto ; eux non plus ne le libéreront pas. Avec sa femme amère et son fils consommant de l'héroïne, il se pend après avoir regardé une dernière une photo de famille.
- Musique : la chanson diffusée lors du générique de fin est Seven Souls par Material avec des textes de William S. Burroughs[1].

### Épisode 2:Double identité
- États-Unis : 19 mars 2006 sur HBO
- France : 22 juin 2006 sur Jimmy

Deux jours après avoir été abattu par Junior, Tony reste dans un coma artificiel. Les médecins encouragent Carmela et d'autres à lui parler et à lui faire jouer de la musique dans l'espoir de guérir. Cependant, ils avertissent également qu'il pourrait mourir ou subir des lésions cérébrales. Carmela, Christopher, Meadow et Barbara veillent sur Tony, tandis que Janice sanglote de manière incontrôlable chaque fois qu'elle le voit. Pendant ce temps, un junior confus est détenu et nie avoir tiré sur son neveu. Silvio assume les responsabilités de Tony en tant que patron par intérim, et il est décidé de couper Junior de la famille Soprano, faisant de Tony le patron officiel. Chris, Paulie et Vito se disputent de petites opportunités pour aider la famille de Tony pendant la crise, comme envoyer des cadeaux dans sa chambre et se chamailler pour ramener AJ chez lui. Seule avec Tony, Carmela lui exprime passionnément son amour. Meadow lui lit une traduction du poème Pater Noster de Jacques Prévert. Pendant ce temps, AJ devient de plus en plus renfermé et évite la chambre d'hôpital de Tony, prétendant avoir une grippe intestinale. Il admet à Meadow qu'il est gêné et irrité par les actions de sa famille. AJ rassemble enfin assez de courage pour parler à son père comateux quand ils sont seuls, et jure de tuer Junior. Par la suite, il avoue à Carmela qu'il a échoué au collège. Elle le regarde avec une incrédulité stupéfaite mais retient sa colère et le renvoie.
Chez les Satriale, Chris rencontre les agents du FBI Harris et Goddard, qui lui demandent de transmettre toute information qu'il pourrait entendre sur des activités terroristes. Au Bada Bing, il s'entretient brièvement avec deux hommes arabes qui y sont désormais des habitués. Alors qu'il est dans le coma, Tony a une longue expérience onirique qui se tisse tout au long de l'épisode.
Tony se réveille en tant que vendeur d'optique de précision, sans son accent du New Jersey, dans une chambre d'hôtel à Costa Mesa, en Californie. Cette nuit-là, il remarque une lumière étrange qui brille à l'horizon alors qu'il regarde par la fenêtre, et au bar de l'hôtel regarde un reportage sur un feu de brousse à proximité. Le lendemain matin, il se rend à une convention et on lui demande une pièce d'identité pour être admis. Tony se rend compte qu'il a le portefeuille et la mallette de quelqu'un d'autre, appartenant à un homme nommé Kevin Finnerty de Kingman, Arizona, à qui il ressemble. Lorsqu'il retourne dans un bar où il pense avoir ramassé ces objets par inadvertance, des voyageurs d'affaires l'entendent raconter son histoire au barman qui, lorsqu'on lui demande à quoi ressemble Costa Mesa, répond : "Par ici, c'est mort". Le groupe invite Tony à se joindre à eux pour le dîner, au cours duquel il discute de sa "vie" plus en détail, faisant allusion à une crise de la quarantaine. Alors que lui et son groupe partent, Tony remarque une publicité religieuse à la télévision, qui pose la question : « Le péché, la maladie et la mort sont-ils réels ? ». À l'extérieur de l'hôtel, Tony fait une passe à une femme du groupe. Elle répond d'abord mais le coupe ensuite, lui disant qu'elle a vu son visage quand il a raccroché au téléphone avec sa femme (dont la voix n'est pas celle de Carmela). Soudain, un projecteur d'hélicoptère éclaire le couple (les lumières de la salle d'opération de l'hôpital). La femme dit : "Ils doivent chercher un suspect."
Tony se réveille brièvement de son coma et arrache son tube respiratoire. Le rêve reprend lorsqu'il est placé dans un autre coma.
- Musique : la chanson diffusée lors du générique de fin est When It's Cold I'd Like To Die par Moby[1].

### Épisode 3:Si j'étais Calife
- États-Unis : 26 mars 2006 sur HBO
- France : 22 juin 2006 sur Jimmy

L'état de Tony, toujours dans le coma, s'est stabilisé. Silvio prend la tête des opérations en remplacement de Tony et doit gérer la répartition des affaires de Junior. Mais il se fait hospitaliser à la suite de problèmes respiratoires liés au stress dû à ses nouvelles responsabilités.
Paulie et un membre de son équipe cambriolent un appartement appartenant à des trafiquants de drogue colombiens à Newark. L'appartement n'est pas vide comme prévu et une violente fusillade s'ensuit, entraînant la mort du surintendant de l'immeuble et de deux trafiquants de drogue. Paulie et Cary trouvent une énorme somme d'argent. Le score contribue à la montée des tensions au sein de la famille Soprano : Silvio rend des décisions sur la façon dont l'argent, avec l'ancien bookmaker d'Eugene revenus, devraient être divisés. Aucune des parties impliquées n'aime ses décisions. Patron réticent, Silvio est ensuite hospitalisé après une crise d'asthme. Au cas où Tony ne se remettrait pas, Paulie et Vito retardent le paiement de la part qu'ils doivent à Carmela. Vito commence tranquillement une campagne pour se positionner comme un nouveau leader potentiel, entretenant une relation cordiale avec le patron par intérim des Lupertazzi, Phil Leotardo, qui est un cousin germain de la femme de Vito, Marie. Il se trouve également être à l'hôpital lorsque le fiancé de Meadow, Finn, se présente et lui fait une passe menaçante. Christopher et Bobby affrontent AJ lorsqu'il tente d'acheter une arme à feu, dans l'intention de se venger de Junior. Carmela voit un reportage sur la fusillade, dans lequel AJ remarque que c'est bizarre de grandir dans leur famille. Elle crie sur son fils, lui disant furieusement qu'il est une "croix à porter", puis sanglote dans sa chambre. Le lendemain, elle dit au Dr Melfi que même si elle savait ce qu'était Tony lorsqu'elle l'a épousé, leurs enfants "ne décident pas de qui ils sont nés".
La passion de Chris pour l'industrie cinématographique renaît. Il a Benny Fazio et Murmur brutaliser le scénariste J.T. Dolan, et lui ordonne d'écrire un scénario pour un film de slasher qu'il veut produire. Chris organise plus tard une rencontre avec des investisseurs potentiels, le conseiller principal et partenaire étant Little Carmine. JT propose le titre, Cleaver, et explique la prémisse aux investisseurs, dont Silvio, Vito et Larry Boy Barese, mais ils semblent confus quant à son intrigue. Néanmoins, Chris leur assure que le film est un succès garanti.
Bien que seuls les membres de la famille soient autorisés à voir Tony, Silvio et Paulie sont introduits clandestinement par Carmela et Meadow. Seule avec Tony, Paulie offre à son patron inconscient un monologue ennuyeux et mécontent sur sa vie actuelle. Le rythme cardiaque de Tony s'accélère régulièrement, mais Paulie ne le remarque pas jusqu'à ce qu'il fasse un arrêt cardiaque . Le personnel de l'hôpital se précipite.
La séquence de rêve de Tony de l'épisode précédent s'est poursuivie :
Dans sa chambre d'hôtel, Tony reçoit une convocation des moines bouddhistes adressée à Kevin Finnerty, et il commence à s'interroger sur son identité. Il cherche des réponses auprès du barman et des moines mais n'en trouve aucune. Tony est dérangé par des sons étouffés provenant d'une chambre voisine de son hôtel (Paulie lui parle), et il frappe avec colère contre le mur pour se calmer. Ayant trouvé un dépliant pour la réunion de famille Finnerty dans sa mallette, il est accueilli à l'extérieur de la salle par un homme qui ressemble à son cousin Tony Blundetto. L'homme essaie de faire entrer Tony dans la maison festonnée de lumière, lui assurant que "tout le monde est là" et qu'il "rentre à la maison"; mais il dit aussi à Tony qu'il doit d'abord abandonner ses "affaires" et remettre sa mallette. Tony répond qu'il a déjà donné une fois une mallette qui avait "toute sa vie à l'intérieur" et qu'il ne veut plus recommencer. Debout sur les marches de la maison, Tony hésite un moment. Avec la silhouette de quelqu'un semblable à sa mère debout près de la porte devant lui, et la faible voix d'une petite fille venant des arbres derrière lui le suppliant de ne pas y aller (Meadow appelle son père), Tony choisit de ne pas entrer dans la maison.
- Musique : la chanson diffusée lors du générique de fin est The Deadly Nightshade par Daniel Lanois[1].

### Épisode 4:La bonne parole
- États-Unis : 2 avril 2006 sur HBO
- France : 29 juin 2006 sur Jimmy

Tony, toujours en convalescence à l'hôpital, et Johnny Sack se disputent à propos de l'avenir de la société Barone Sanitation. Le fils de l'ancien propriétaire, Jason, veut vendre l'affaire.
L'état de Tony s'améliore alors qu'il attend la chirurgie finale, et son tempérament semble plus doux. Quand Aaron Arkaway et le pasteur Bob Brewster, un ministre évangélique , lui rendent visite, il se joint à eux dans la prière. Il passe ses derniers jours à l'hôpital à interagir avec deux patients, John Schwinn et le rappeur Da Lux, qui a été abattu sept fois. Da Lux invite Tony à assister à un match de boxe dans sa chambre d'hôpital. Paulie est là et déplore que tout le monde soit seul, comme les boxeurs ; Schwinn soutient que "rien n'est séparé, tout est connecté". Tony confie à Schwinn qu'il commence à croire qu'ils font tous partie de quelque chose de plus grand. Bobby parle à Marvin, un membre de l'entourage de Da Lux. On pense que les blessures de Da Lux aideront sa carrière en lui donnant un énorme coup de pouce dans la " crédibilité de la rue ", tandis que Marvin lutte pour la gloire en tant que musicien. Bobby propose à Marvin de relancer sa carrière en lui tirant dans la "partie charnue de la cuisse". Les frais convenus sont de 8 000 $; Marvin ne paie que 7 000 $, ce que Bobby accepte à contrecœur. Il tire alors sur Marvin dans les fesses.
Sur son lit de mort, la tante de Paulie, Dottie, une religieuse, lui avoue que pendant la Seconde Guerre mondiale, elle a eu une liaison avec un soldat et a donné naissance à un enfant, Paulie lui-même. Nucci, qu'il connaît comme sa mère, est en réalité sa tante. Dévasté par la nouvelle et remettant en question sa propre identité, Paulie a du mal à rester concentré au travail. Après les funérailles de Dottie, auxquelles il n'assiste pas, Paulie dit à Nucci qu'elle ne fait plus partie de sa vie. Lorsque Paulie se confie à Tony, il le presse de se réconcilier avec Nucci, lui rappelant qu'elle l'a élevé et aimé, et l'a renfloué à plusieurs reprises.
Tony confronte l'ambulancier qui a vérifié son portefeuille et l'accuse d'avoir volé 2 000 $. L'homme le nie, mais Christopher et d'autres le menacent s'il ne rembourse pas l'argent. À la suite du décès de Dick Barone, son fils Jason a repris l'entreprise familiale d'assainissement et tente de la revendre, ignorant qu'il s'agit de la façade de la famille Soprano. Bien qu'il ait reçu l'ordre de ne pas continuer, il est trop avancé pour reculer. La société qui tente d'acheter les routes de Barone est associée à Johnny. Tony accepte finalement une offre de sa part et autorise la vente. Tony promet également à la mère de Jason qu'aucun mal ne sera fait à son fils. La supplication d'une mère pour son fils pousse Paulie à quitter la chambre d'hôpital en larmes.
- Musique : la chanson diffusée lors du générique de fin est One of These Days par Pink Floyd[1].

### Épisode 5:Évasion provisoire
- États-Unis : 9 avril 2006 sur HBO
- France : 29 juin 2006 sur Jimmy

Six semaines après sa sortie de l'hôpital, Tony reprend le travail, bien qu'il ne soit pas totalement rétabli. Junior est admis à l'hôpital psychiatrique. Vito est surpris dans une boîte de nuit gay.
Un juge décide que l'état mental de Junior s'est détérioré au point où il peut être détenu dans un établissement psychiatrique privé en attendant son nouveau procès. Tony ne veut plus revoir ni entendre parler de son oncle. Carmela récupère rapidement un journal avec un rapport sur le "enfermement psychologique pépère" de Junior et jette cette section à la poubelle avant que Tony ne puisse la voir.
Au Bada Bing, Ahmed et Muhammad demandent à Chris de se procurer des armes semi-automatiques Tec-9 pour leurs "problèmes familiaux". Traitant un appel téléphonique, Chris ne répond pas.
Johnny se voit accorder une libération strictement contrôlée de six heures afin d'assister au mariage de sa fille Allegra , toutes les dépenses de sécurité supplémentaires étant à sa charge. Au mariage, Tony s'effondre en se baissant pour retirer ses chaussures à la demande des US Marshals. Lors de la réception, il parle à Johnny pour la première fois depuis son arrestation. Par l'intermédiaire de Phil, Tony a reçu la demande de Johnny de s'occuper de tuer le capo new-yorkais Rusty Millio qui, d'après Johnny, pourrait déclencher une autre lutte de pouvoir au sein de la famille Lupertazzi ; Tony a refusé. En guise de faveur personnelle, Johnny lui-même demande à Tony de le faire. Surveillés par des maréchaux américains, ils rejoignent les parents âgés de Johnny, sourds ou séniles, autour d'une grande table et, faisant semblant de leur parler, discutent de la situation en biais. Tony accepte à contrecœur. Peu de temps après, il suggère à Christopher qu'un contact d'Italie soit amené pour tuer Rusty et quitter le pays le même jour.
Le bonheur de Johnny au mariage est écourté lorsque les maréchaux lui disent que son temps est écoulé. Il pleure devant les invités alors que les maréchaux l'emmènent; sa femme Ginny s'évanouit. Dirigés par Phil, les Lupertazzis et l'équipage de Tony parlent de leur perte de respect pour Johnny. Seul Tony le défend. À la maison plus tard dans la nuit, Vito dit à sa femme qu'il part faire des collections, mais qu'il se rend plutôt dans un club gay. Dansant en tenue fétiche en cuir, il est repéré par deux associés new-yorkais en train de faire des collections. Bien que Vito essaie de le faire passer pour une blague, ils le traitent de " pédé " et s'en vont. Vito récupère une arme à feu et de l'argent à la maison et s'enregistre dans un motel. Après un appel téléphonique exploratoire à Silvio , il ne prend plus contact avec personne et ne répond plus aux appels de Tony.
- Musique : la chanson diffusée lors du générique de fin est Every Day of the Week par The Students (en)[1].

### Épisode 6:Vivre libre ou mourir
- États-Unis : 16 avril 2006 sur HBO
- France : 29 juin 2006 sur Jimmy

Christopher rapporte à Tony et à son équipe que Vito a été repéré dans un club gay. Meadow révèle à Carmela que Finn a vu Vito faire une fellation à un agent de sécurité. Du coup, Finn est emmené par Tony dans l'arrière-salle du Satriale où, très effrayé, il doit répéter l'histoire pour l'équipage. La réaction principale est le dégoût et la colère ; Carlo dit qu'ils devraient "le déposer pour l'honneur de la famille". Tony, malgré tout, hésite à tuer Vito. Comme il le dit au Dr Melfi, il a horreur de l'homosexualité, et est « un catholique strict » ; mais il ne se soucie pas de ce qui se passe entre adultes consentants, et il se soucie de Vito en tant qu'ami et gagne-pain : "J'ai eu une seconde chance", dit-il, "Pourquoi pas lui?"
Benny, Dante Greco et Terry Doria rendent visite à Vito et sa maîtresse dans une maison de plage sur la côte du New Jersey, où il est couché. Ils essaient de l'escorter pour voir Tony, mais il s'éloigne rapidement. Vito rentre chez lui plus tard dans la nuit, embrasse ses enfants endormis, emballe des souvenirs, des nécessités et de l'argent, et part dans une nuit orageuse. Après que sa voiture ait heurté une branche d'arbre abattue, il continue à pied et se retrouve bloqué dans une petite ville du New Hampshire . Épuisé, il s'installe dans une auberge. Vito a des cousins dans le New Hampshire mais ne les trouve pas. Il reste dans la ville agréable, à l'aise dans son ambiance conviviale et ouverte d'esprit.
Meadow commence un stage dans un cabinet d'avocats traitant des crimes en col blanc, bien qu'elle travaille également comme bénévole dans un centre juridique. Dans une conversation argumentative avec Finn, elle oppose le traitement doux des criminels en col blanc au traitement dur des autres, par exemple l'humiliation de Johnny lors du mariage de sa fille. Finn défie ses valeurs et constate son hypocrisie : l'équipe de Tony va punir Vito pour son orientation sexuelle. Meadow sort en trombe.
- Musique : la chanson diffusée lors du générique de fin est 4th of July par X[1].

### Épisode 7:Quartier VIP
- États-Unis : 23 avril 2006 sur HBO
- France : 6 juillet 2006 sur Jimmy

- Ben Kingsley
- Lauren Bacall

Deux tueurs italiens engagés par Tony à la demande de Johnny arrivent de Naples pour liquider un ancien associé de New York.
À Los Angeles, Christopher rencontre l'acteur Ben Kingsley pour son projet de film ; l'acteur refuse finalement d'y participer. Mais le gangster est fasciné par les cadeaux de luxe offerts aux acteurs, dont Ben et Lauren Bacall également présente.
Corky Caporale fournit aux deux tueurs à gages italiens embauchés pour tuer Rusty des pistolets "propres" et des indications vers son emplacement; ils tuent Rusty et son garde du corps après l'avoir alpagué devant sa maison.
Au Nuovo Vesuvio, Tony et Phil célèbrent l'intronisation de Gerry et Burt Gervasi dans leurs familles criminelles respectives. Pendant la fête, il y a des murmures sur la détérioration de la qualité du restaurant. Plus tard, Tony prend un repas au Da Giovanni, un restaurant rival très réussi. Artie rencontre des problèmes à Nuovo Vesuvio : il perd de l'argent et il y a des tensions avec Benny, qui flirte avec la nouvelle hôtesse albanaise, Martina. En prenant un verre au Bada Bing, Artie confronte Tony à propos de dîner au Da Giovanni; Tony trouve des excuses. Lorsqu'il propose quelques conseils pour augmenter la popularité du restaurant, Artie le repousse avec colère et lui suggère de régler sa note exceptionnelle s'il veut aider. Plus tard, Artie rejette les suggestions de sa femme Charmaine d'arrêter de déranger ses invités avec des visites à table.
Les enquêteurs de fraude d' American Express se rendent à Nuovo Vesuvio parce que quelqu'un vole les numéros de carte de crédit des clients d'Artie et que l'utilisation de la carte du restaurant doit être suspendue. Artie apprend que Martina a aidé Benny à voler les numéros et la congédie. Il se rend alors chez Benny au milieu de la nuit et provoque une bagarre ; Benny saigne sur son porche. Tony rencontre séparément les deux hommes et les oblige à faire la paix. Sur l'insistance de Tony, les parents de Benny ont leur dîner d'anniversaire à Nuovo Vesuvio. Artie leur rend visite pendant leur repas. Devant sa femme enceinte, Artie offre à Benny un "martina", expliquant qu'il s'agit d'un martini albanais qui « descend très facilement ». Un Benny enragé suit Artie dans la cuisine et force sa main droite dans une casserole bouillante de sauce tomate, le brûlant gravement.
Christopher demande à Tony la permission de s'envoler pour Los Angeles avec Little Carmine pour choisir des acteurs pour Cleaver, et Tony accepte à contrecœur. Pendant son absence, Murmur fait le tour de Chris; ils incluent la livraison de numéros de carte à Ahmed et Muhammad, qui volent de l'argent via Internet. Benny prend en charge l'opération de carte de crédit de Chris, donnant une coupe à Tony.
À Los Angeles, Chris et Little Carmine ont rendez-vous avec Ben Kingsley . Il n'est pas intéressé par Cleaver et interrompt Chris et Carmine pour parler à Lauren Bacall , qui doit être présentatrice lors d'une remise de prix. Chris et Carmine l'accompagnent alors, et Chris est stupéfait par la grande quantité d'articles de luxe coûteux gratuits offerts à l'acteur. Chris téléphone plus tard à Kingsley, lui demandant sans succès de faire en sorte que Chris lui-même entre dans le Luxury Lounge de leur hôtel.
- Musique : la musique diffusée lors du générique de fin est le morceau de guitare classique Recuerdos de la Alhambra joué par Pepe Romero[1].

### Épisode 8:Pour l'amour des pancakes
- États-Unis : 30 avril 2006 sur HBO
- France : 6 juillet 2006 sur Jimmy

- Julianna Margulies (Julianna Skiff)

AJ passe le plus clair de son temps à traîner dans les boîtes de nuit de New York . Pour se permettre plus de clubbing, AJ vend la batterie que Tony lui a donnée. Il demande à ses parents de lui fournir une boîte de nuit à gérer, une suggestion dont ils se moquent car il est toujours en dessous de l'âge légal pour boire. Carmela veut qu'il étudie la planification d'événements et Tony lui propose de lui trouver une place à la pizzeria de Beansie. Lors d'une session avec le Dr Melfi, Tony dit que la présence d'AJ est "comme une mauvaise odeur dans la maison. Elle est toujours accrochée là."
Un soir, après s'être effondré chez lui toute la journée, AJ prend un couteau et va voir Junior à l'hôpital psychiatrique. Quand Junior le voit, il le supplie de le ramener chez lui. Déconcerté, AJ laisse tomber le couteau avant même d'essayer de l'utiliser contre Junior, et est attaqué par des aides-soignants alors qu'il tente de fuir. Utilisant son influence auprès du membre de l'Assemblée Zellman, Tony fait libérer son fils sans inculpation. Tony est furieux, mais AJ lui dit en larmes qu'il essayait de venger Tony de la même manière que Michael Corleone dans Le Parrain. Lors de la prochaine sortie en boîte d'AJ, une connaissance lui demande de demander à Tony de l'aider dans un différend avec son propriétaire. AJ se retire dans les toilettes, où il a une crise de panique .
Vito vole le téléphone portable d'un autre invité de sa chambre d'hôtes du New Hampshire et l'utilise pour appeler sa femme Marie. Elle le supplie de rentrer à la maison et lui dit que Phil souhaite lui faire subir un " traitement " pour son homosexualité . Il lui dit de ne pas faire confiance à Phil (qui fait pression sur Tony pour qu'il trouve Vito et le tue). Vito dit à Marie où trouver 30 000 $ en espèces dans la maison.
Se faisant passer pour un écrivain, Vito passe plus de temps au restaurant de Jim. Jim se révèle également être un père. Un soir, Vito voit Jim effectuer un sauvetage héroïque d'un jeune enfant alors qu'il travaillait comme pompier volontaire. Il passe une soirée avec les pompiers dans un relais routier local; sur le parking, Vito et Jim semblent s'embrasser, mais Vito le repousse ensuite. Ils lancent des coups de poing et Jim laisse Vito battu. Quelques jours plus tard, Vito retourne au restaurant. "Parfois, vous mentez si longtemps que vous ne savez pas quand vous arrêter", dit-il. Ils font une balade à moto ensemble. Dans un champ, sous les feuilles qui tombent, ils font l'amour. Tony parvient à faire l'amour avec sa femme pour la première fois depuis sa blessure. Mais il est attiré par une autre femme : Julianna Skiff , une agente immobilière qui l'aborde avec une offre de Jamba Juice pour acheter un immeuble qu'il possède, loué à une entreprise établie de longue date, Caputo's Poultry. Tony rejette l'accord, déclarant que le magasin de volaille fait partie de son quartier. Il rejette une deuxième offre mais accepte la troisième - près d'un demi-million de dollars - et elle accepte qu'ils se retrouvent dans son appartement pour remplir les papiers. Pendant que Tony s'habille pour la rencontre, Carmela aide à choisir une chemise pour lui et l'aide à la boutonner. Chez Julianna, après que Tony ait signé les papiers, ils commencent à s'embrasser passionnément et Julianna commence à déboutonner sa chemise. Tony la fait s'arrêter et part brusquement. À la maison avec Carmela, il se déchaîne, disant qu'il est en colère parce qu'il n'y a pas de dinde fumée dans le réfrigérateur.
- Musique : la chanson diffusée lors du générique de fin est I'm Gonna Move to the Outskirts of Town par Ray Charles[1].

### Épisode 9:Tournez manège
- États-Unis : 7 mai 2006 sur HBO
- France : 6 juillet 2006 sur Jimmy

Christopher apprend qu'il sera père dans quelques mois et décide de se marier avec sa nouvelle compagne Kelly immédiatement à Atlantic City.
La Famille du New-Jersey s'occupent de l'organisation de la fête paroissiale annuelle dédiée à Saint Elzéar. La fête paroissiale est gâchée par un incident de manège dû à la négligence de Paulie qui a engagé un forain véreux pour réduire les coûts.
Tony Soprano et Phil Leotardo concluent un accord pour partager les bénéfices de la distribution de multivitamines acquises par l'équipe de Tony. Phil suggère que Johnny soit exclu de la transaction, ce que Tony accepte. Chris apprend par sa petite amie, Kelli, qu'elle est enceinte. Il est ravi; ils se marient et achètent une grande maison.
Sur le chemin du retour d'un voyage en Pennsylvanie , Chris et Tony s'arrêtent à l'extérieur d'une ville parce que Tony a besoin d'uriner. Ils voient deux motards voler du vin millésimé dans un magasin d'alcools. Alors que les motards retournent dans le magasin, Chris et Tony pillent leur vin. Ils s'éloignent rapidement et Chris échange des coups de feu avec l'un des motards, le blessant. Exaltés, Tony et Chris font la fête dans un restaurant. Chris décide de rompre son abstinence lorsque Tony porte un toast à son mariage. Plus tard, alors qu'ils boivent plus de vin sur le parking, ils se remémorent les bons et les mauvais moments, y compris le jour où Chris a dit à Tony qu'Adriana était une indic. Ils disent qu'ils s'aiment.
Chris paye Corky pour le coup sur Rusty, en partie en héroïne. Il finit par consommer de l'héroïne avec Corky, passant une nuit de la Fête d' Elzéar de Sabran dans un état de stupeur.
Pendant la fête, Tony et son équipe gèrent un festival de rue de cinq jours au profit, dit Paulie , d'une fondation à but non lucratif. Cependant, un nouveau prêtre a examiné les finances et dit à Paulie et Patsy que leur don à l'église devrait être augmenté de 10 000 $ à 50 000 $. Lorsque Paulie refuse de payer, il leur dit qu'ils ne seront pas autorisés à afficher le chapeau doré traditionnel qui orne la statue du saint. Plusieurs paroissiens remarquent que le chapeau est manquant et le bruit commence à se répandre que Paulie a lésiné sur le festival.
Le pincement de Paulie est blâmé pour un accident lors d'un tour de tasse de thé au festival, qui fait plusieurs blessés, dont un enfant. La petite Paulie doit s'occuper de l'enquête policière. Janice et sa fille Domenica sont sur le trajet et indemnes, mais Janice fait semblant de développer une blessure au cou après avoir entendu la suggestion de Meadow selon laquelle les blessés devraient être indemnisés financièrement. Janice presse Bobby d'obtenir l'argent. Menaçant l'opérateur du manège, Bobby apprend que Paulie a refusé de payer une équipe de réparation ou des manèges plus récents et plus sûrs. Lors d'une confrontation publique à la fête, Paulie refuse de dédommager Bobby. La tension persiste; Tony demande à Paulie d'arranger les choses avec lui.
- Musique : la chanson diffusée lors du générique de fin est Pipeline par Johnny Thunders[1].

### Épisode 10:Responsable mais pas coupable
- États-Unis : 14 mai 2006 sur HBO
- France : 13 juillet 2006 sur Jimmy

Paulie a un cancer de la prostate. Bobby se fait agresser dans un dangereux quartier de Newark. En échange d'un service pour Johnny Sack, celui-ci revend sa maison à Tony qui l'offre à sa sœur Janice. Johnny plaide coupable lors de son procès et écope d'une peine de 15 ans.
Sachant qu'un accord de plaidoyer avec le FBI impliquerait la confiscation de la plupart de ses biens, Johnny envoie son beau-frère Anthony Infante demander à Tony de convaincre deux hommes d'affaires de la Nouvelle-Orléans, avec qui Johnny est un commanditaire, de vendre leur société afin qu'il puisse obtenir sa part. Tony accepte à contrecœur, mais un seul des deux est prêt à vendre et il n'insiste pas. Lors de la fête d'anniversaire de Ginny, Janice admire la maison de Johnny. Tony propose à Johnny de garantir que ses partenaires de la Nouvelle-Orléans vendront leur entreprise; en échange, Johnny vendra sa maison au rabais à Janice et Bobby . Johnny, avec peu d'options, accepte. Johnny apprend par son avocat qu'il devra inscrire une allocution. Dans une décision angoissante, il accepte l' accord de plaidoyer . Il reçoit une peine de quinze ans, perd 4,1 millions de dollars d'actifs et admet devant le tribunal qu'il était membre d'une faction new-yorkaise de la mafia . Cela suscite la colère et le mépris de ses camarades gangsters.
Carmela fait à nouveau pression sur Tony pour qu'il rencontre l'inspecteur en bâtiment et que l'ordre d'arrêt soit levé sur son projet de maison de spécifications ; à cause de cela, Carmela a moins de temps pour la famille, pour faire les courses et cuisiner, et n'est pas là pour réconforter Meadow , qui est affligée par sa relation aigre avec Finn . Tony dit à Carmela que l'inspecteur en bâtiment n'a pas pu être persuadé et qu'il est temps de vendre la maison de spécifications.
Janice accuse Tony d'être injuste envers elle et Bobby. Il leur reproche d'avoir été abattu par Junior ; il ridiculise Bobby et ne le promeut pas. En thérapie avec le Dr Melfi , Tony parle de ressentiments datant de l'enfance et admet qu'il la maltraite par vengeance ; Melfi suggère que la "misère" de Janice lui rappelle sa mère. Lorsque Tony obtient la maison pour elle, Janice est submergée de gratitude.
Alors qu'il fait des collectes dans un quartier dangereux de Newark, Bobby est agressé par une bande de jeunes afro-américains. Après avoir pris son argent et son arme, l'un d'eux tire sur le trottoir devant lui et envoie des fragments de béton dans son œil droit. Paulie appelle Tony pour lui annoncer la nouvelle et révèle qu'il subit une radiothérapie pour un cancer de la prostate à un stade précoce .
- Musique : la chanson diffusée lors du générique de fin est Let It Rock par Chuck Berry[1].

### Épisode 11:Un moment d'égarement
- États-Unis : 21 mai 2006 sur HBO
- France : 13 juillet 2006 sur Jimmy

- Drea De Matteo (Adriana La Cerva)
- John Bianco (Gerry Torciano)
- Elizabeth Bracco (Marie Spatafore)
- Arthur J. Nascarella (Carlo Gervasi)
- Gerladine LiBrandi (Patty Leotardo)

Anthony jr se fait virer du vidéoclub où il travaillait, Meadow annonce qu'elle part vivre en Californie avec son fiancé Finn et Carmela part avec Rosalie Aprile en vacances à Paris.
Carmela découvre qu'AJ a été licencié de son travail et a gardé cela secret pendant trois semaines. Tony regarde AJ taper sur un chat et rigole ; dégoûté, il dit au Dr Melfi qu'il déteste son fils. Elle souligne que Tony souhaite que sa mère l'ait protégé car Carmela protège AJ Tony trouve AJ un travail de construction et l'encourage doucement à "faire le bien". Mais quand AJ lui résiste, Tony brise le pare-brise de la voiture d'AJ, avertissant : "Ne me mets pas à l'épreuve."
Meadow dit à ses parents qu'elle déménage en Californie pour être avec Finn .
Carmela visite Paris avec Rosalie. Elle réagit à la ville antique avec une intensité émotionnelle et des réflexions sur le passé et l'avenir, la vie et la mort. Dans un rêve, elle voit Adriana promener son chien près de la Tour Eiffel ; un gendarme dit en anglais : "Votre amie, il faut que quelqu'un lui dise qu'elle est morte".
Vito aborde Tony dans un centre commercial et essaie de le convaincre qu'il n'est pas vraiment homosexuel . Il demande à racheter son chemin dans l'équipage, proposant de diriger une entreprise à Atlantic City impliquant la prostitution et le trafic de méthamphétamine. Tony évoque l'offre avec Silvio, Christopher et Paulie, qui ne sont pas favorables. Vito a un déjeuner de retrouvailles avec sa famille, disant à ses enfants qu'il a travaillé comme espion infiltré en Afghanistan et qu'ils ne doivent jamais parler de son retour. Il téléphone à Jim, qui le rebute.
Tony a déjà eu un différend commercial avec Phil, qui est maintenant le patron par intérim de la famille Lupertazzi. Quand ils se retrouvent, Phil est fâché que Vito soit de retour en ville. Tony décide qu'il ne peut pas continuer à protéger Vito et commence à planifier son meurtre. Cependant, lorsque Vito retourne cette nuit-là dans sa chambre de motel, il est pris en embuscade par les gangsters new-yorkais Fat Dom Gamiello et Gerry Torciano , qui le renversent et lui collent du ruban adhésif sur la bouche. Vito plaide en silence pour sa vie alors que Phil sort du placard et regarde Dom et Gerry le battre à mort avec des queues de billard.
Tony comprend que Phil envoie un message, qu'il peut tuer l'un des capodastres de Tony et que Tony ne peut rien y faire. Il décide de riposter financièrement à Phil, notant qu'il a "une salle de fil à Sheepshead Bay".
Alors que Silvio et Carlo sont chez Satriale, Dom arrive pour effectuer un paiement et commence à faire des blagues grossières sur Vito. Quand il commence à plaisanter sur le fait que Carlo et Vito étaient impliqués de manière romantique, Sil et Carlo l'attaquent et le tuent impulsivement. Tony se présente, voit ce qui s'est passé et sort sans un mot, laissant Silvio et Carlo s'occuper du cadavre.
- Musique : la chanson diffusée lors du générique de fin est Home par Persephone's Bees (en)[1].

### Épisode 12:Esprit de Noël
- États-Unis : 4 juin 2006 sur HBO
- France : 13 juillet 2006 sur Jimmy

- Julianna Margulies (Julianna Skiff)
- Dania Ramírez (Blanca Selgado)

La période des fêtes de Noël approche. Pour mettre en garde Phil Leotardo, les Soprano font sauter un salon de coiffure servant de couverture à l'activité de son bookmaker. Carmine Jr revient de Miami pour apaiser les tensions entre Phil et Tony mais sa médiation échoue. Plus tard, Phil fait une crise cardiaque. Tony lui rendra une visite à l'hôpital pour apaiser les tensions entre eux. 
Le soir de Noël, Anthony Jr. présente sa nouvelle fiancée Blanca qu'il a rencontrée sur son nouveau lieu de travail et qui a un fils âgé de trois ans.
Carlo se débarrasse de la tête de Fat Dom dans un égout du Connecticut, tandis que Benny fait exploser la salle de fil de Phil. Par hasard, Phil se dirige vers l'endroit avec une femme quand il explose, et ils sont soufflés sur le dos.
Lors d'un sit-down médiatisé par Little Carmine, Phil et Tony conviennent de mettre fin aux hostilités. Cependant, cela s'effondre lorsque Carmine mentionne sans réfléchir le frère assassiné de Phil, Billy ; Phil, enragé, insulte Tony et Carmine avant de s'enfuir. Phil discute ensuite de sa prochaine étape avec ses capodastres Gerry , Butchie DeConcini et Albie Cianflone. Lorsque Phil rejette la suggestion de Butchie de tuer Tony, Butchie suggère de choisir "quelqu'un là-bas". Plus tard, l'agent Harris dit tranquillement à Tony que ses sources au FBI disent que quelqu'un dans son organisation pourrait être en danger de représailles par la famille Lupertazzi.
Phil a une crise cardiaque. Au début, Tony est ravi mais surprend plus tard les gangsters de New York en rendant visite à Phil à l'hôpital. Tony raconte à Phil ce qu'il a appris de son coma ; lui dit de prendre son temps pour récupérer et profiter de ses petits-enfants et des bonnes choses de la vie, et dit que plus tard, il y en aura assez pour tout le monde. Phil est ému par la scène, fondant en larmes.
Tony conclut l' accord avec Jamba Juice et tente de raviver sa relation avec Julianna , seulement pour apprendre qu'elle est maintenant l'amante de Christopher , après l'avoir rencontré lors d'une réunion des AA . Les deux rechutent dans la consommation de drogue, se disant qu'ils peuvent intégrer la drogue dans leur vie. Chris dit à Tony et à l'équipage qu'il voit une fille noire nommée Kaisha, qu'il préfère ne pas leur présenter. Finalement, il dit la vérité à Tony afin de l'empêcher de découvrir qu'il consomme à nouveau de la drogue. Tony agit indifférent, mais au Dr Melfi, il exprime sa colère que sa récompense pour la fidélité conjugale soit la relation de Chris avec la femme qu'il désirait pour lui-même.
Carmela repense à Adriana à cause de son rêve à Paris et parce que sa mère, Liz La Cerva, a tenté de se suicider de désespoir. Carmela veut que Tony engage un détective privé pour retrouver Adriana; il dit à Silvio de s'appuyer sur l'inspecteur en bâtiment pour qu'elle puisse travailler à nouveau sur la maison de spec . Lorsque l'ordre d'arrêt est levé, Carmela se rend immédiatement compte que c'est le travail de Tony et le remercie chaleureusement. Elle jette la carte de visite de l'agence de détectives. Sur le chantier, AJ rencontre Blanca Selgado, une femme hispanique qui travaille au bureau. Lors de leur premier rendez-vous, alors qu'ils regardent la télévision dans son appartement et que son fils Hector dort, un groupe de jeunes commence à jouer de la musique forte à l'extérieur. Elle dit que son ex-petit ami battait les jeunes. AJ résout le différend en les soudoyant avec un vélo de montagne coûteux offert par ses parents. Ensuite, AJ et Blanca font l'amour.
- Fin de la première partie de saison.
- Musique : la chanson diffusée lors du générique de fin est Moonlight Mile par The Rolling Stones[1].

### Épisode 13:Chez les Soprano
- États-Unis : 8 avril 2007 sur HBO
- France : 29 novembre 2007 sur Jimmy

En 2004, lors l'arrestation de Johnny Sack, Tony, présent, s'était enfui en jetant son arme qu'un adolescent du voisinage récupéra par la suite. Deux ans et demi plus tard, Tony se fait arrêter par la police locale pour détention d'arme car l'adolescent l'a remise après sa propre arrestation pour détention de drogue. Tony est libéré avec l'aide de son avocat, mais l'affaire est confiée aux fédéraux.
À Brooklyn, une fête est organisée pour Phil Leotardo, qui vient de rentrer de l'hôpital après une longue convalescence à la suite de sa crise cardiaque. Phil dit à la famille Lupertazzi qu'il est prêt à s'installer et à "profiter de [ses] petits-enfants".
Un flashback deux ans auparavant montre Tony Soprano s'enfuyant lorsque Johnny Sack est arrêté par le FBI. Un adolescent voit Tony jeter un pistolet dans la neige et le récupère. Dans le présent, le garçon est arrêté pour trafic de drogue et l'arme est retrouvée en sa possession, armée de balles à pointe creuse . La police du comté d'Essex arrête ostensiblement Tony pour arme à feu sur la base du témoignage du garçon. Il est brièvement emprisonné mais son avocat, Neil Mink , obtient facilement sa libération sous caution. L'accusation d'armes à feu est bientôt abandonnée et ne pèse plus sur son week-end d'anniversaire qui approche. Le FBI inclut plus tard cette accusation dans la construction d'une Affaire RICO contre Tony.
Tony et Carmela se rendent dans la cabane de Janice et Bobby dans le nord de l'État de New York pour fêter l'anniversaire de Tony. Tony et Bobby se lient alors qu'ils tirent un fusil d'assaut AR-10 personnalisé, le cadeau d'anniversaire de Bobby à Tony, dans les bois voisins. Tony confie à Bobby une nouvelle responsabilité majeure dans la famille Soprano et fait allusion à une position encore plus élevée. Bobby réfléchit à la façon dont la mort peut survenir soudainement et silencieusement dans leur vie de gangsters : "Vous ne l'entendez probablement même pas quand cela se produit, n'est-ce pas ?" Tony commente que Bobby n'a jamais "fait sauter sa cerise" (tué qui que ce soit) contrairement au père de Bobby, qui selon Tony, était un tueur à gages notoire à son époque. Bobby répond qu'il s'est approché, mais que son père ne l'a jamais voulu pour lui. Carmela téléphone à AJ ; il répond au téléphone, non pas à la pizzeria où il travaille désormais, mais dans le lit de ses parents avec Blanca. Un groupe d'amis vient aussi faire la fête.
Après le dîner, Tony, Carmela, Bobby et Janice jouent au Monopoly , discutant des règles de la maison , buvant et plaisantant. Tony est en colère contre Janice lorsqu'elle raconte une histoire qui discrédite leur père . Il fait une blague grossière à son sujet en retour, s'excuse, mais en fait une autre. Cela pousse Bobby à frapper Tony, menant à un combat désordonné et féroce. Tony finit par terre, ensanglanté, incapable de se relever. Paniqué, Bobby essaie de chasser ivre et recule dans un arbre; il revient et s'excuse. Dans la matinée, Tony et Carmela sont persuadés de rester, mais Tony se concentre sur sa défaite dans le combat.
- Musique : la chanson diffusée lors du générique de fin est This Magic Moment by Ben E. King & The Drifters[2].

### Épisode 14:Phase terminale
- États-Unis : 15 avril 2007 sur HBO
- France : 29 novembre 2007 sur Jimmy

- Sydney Pollack (Warren Feldman)
- Daniel Baldwin (lui-même / Sally Boy)
- Peter Bogdanovich (Dr. Elliot Kupferberg)

Christopher, qui s'est éloigné du milieu après avoir arrêté ses addictions, finalise son film « Cleaver » et organise une première à laquelle est conviée toute la famille et les associés de Tony. Mais Carmela n'apprécie pas que son mari ait servi de modèle au personnage principal joué par Daniel Baldwin ainsi que le triangle amoureux ressemblant à celui ayant eu lieu entre Chris, Tony et Adriana.
Johnny Sack est transféré dans un hôpital pénitentiaire après avoir reçu un diagnostic de cancer du poumon à petites cellules. Il meurt avec sa femme et ses deux filles à son chevet. À New York, Phil Leotardo renonce à diriger la famille Lupertazzi au profit de son protégé, Gerry Torciano. Cependant, lors d'un dîner dans un restaurant avec Silvio, Gerry est tué sur ordre de Faustino "Doc" Santoro. Tony, furieux que Sil ait été mis en danger, exhorte Little Carmine à se battre à nouveau pour le contrôle des Lupertazzi. Le carmin décline ; sa femme a dit : "Je ne veux pas être la veuve la plus riche de Long Island ."
À l'occasion de ce qui aurait été le 47e anniversaire de Billy, Phil parle amèrement à Butch de sa «faiblesse», en particulier après la mort de Billy; il dit qu'il n'y aura plus de compromis. Meadow a rompu avec Finn, tandis que Blanca en a marre d'AJ, Tony est approché par les agents du FBI Harris et Goddard , qui lui demandent de transmettre tout ce qu'il remarque sur les quais de Newark qui pourrait concerner le terrorisme. Tony leur tourne le dos.
Christopher termine son film slasher sur le thème de la mafia, Cleaver. Après la première du film à New York, Tony félicite Christopher et se mêle aux Lupertazzis et aux acteurs lors de l'after-party, au cours de laquelle assiste à l'arrestation de Larry Barese pour violation de conditionnelle. Tony ne le voit pas au début, mais Carmela note une similitude entre le triangle amoureux du film et Chris, Tony et Adriana, voyant le meurtre violent de l'antagoniste comme le « fantasme de vengeance » de Chris contre Tony. Carmela confronte Chris; il nie toute similitude mais s'inquiète de ce que Tony pourrait penser.
Chris demande à son scénariste, JT Dolan, de dire à Tony que le personnage était son idée. Lorsque JT refuse, Chris le frappe à la tête avec un trophée Humanitas Prize. JT se rend ensuite au Bada Bing et dit à Tony qu'il a volé les personnages et l'intrigue du film Quand l'esprit vient aux femmes. Tony semble douter du récit de JT, mais regarde le film à la maison. Plus tard, il avoue douloureusement au Dr Melfi qu'il croit que Christopher le méprise et que Cleaver illustre sa haine. Il se souvient d'avoir été une figure paternelle pour Christopher. Melfi demande à Tony d'évaluer prudemment s'il ne « lit pas dans les choses », mais il répond que ses séances avec elle lui en ont suffisamment appris sur le subconscient humain.
- Musique : la chanson diffusée lors du générique de fin est Evidently Chickentown par John Cooper Clarke[2].

### Épisode 15:Oh vieillesse ennemie!
- États-Unis : 22 avril 2007 sur HBO
- France : 29 novembre 2007 sur Jimmy

- Ken Leung (Carter Chong)
- Jen Araki (Anika, maitresse de Tony)
- Vincent Pastore ("Big Pussy" Bonpensiero)

Le FBI retrouve le corps enterré de Willie Overall, tout premier meurtre de Tony, grâce à des informations données par le capo Larry Boy Barese. Tony part en vacances en Floride avec Paulie pour se faire oublier. Durant le voyage, Paulie n'arrête pas de parler du passé de Tony au point que ce dernier perde confiance en lui et songe à le tuer pendant une partie de pêche en mer. Mais au dernier moment, il se ravise. Finalement, Larry innocente Tony en déclarant au FBI que c'est Jackie Aprile, Sr. qui a tué Overall.
À l'hôpital psychiatrique, Junior tente d'imposer sa loi et d'organiser des parties de Poker avec les autres patients. Mais il est muselé par un nouveau traitement prescrit par le psychiatre.
Le FBI récupère le corps du bookmaker Willie Overall - le premier meurtre de Tony - sur la base des informations du capo de la famille Soprano Larry Boy Barese. Tony et Paulie se rendent à Miami pour faire profil bas jusqu'à ce que la chaleur soit éteinte. En descendant, Tony demande à Paulie comment Johnny a entendu parler de la blague de Ralphie sur sa femme - l'incident qui a failli conduire aux hostilités entre les familles Soprano et Lupertazzi - mais Paulie dit qu'il ne sait pas. Alors que Paulie était le modèle de Tony en grandissant, Tony doute maintenant de sa loyauté et de son utilité. À Miami, les deux hommes se rencontrent Les contacts cubains de Beansie acceptent de faire le commerce de biens volés. Tony organise également un prêt relais de 200 000 $ auprès de Hesh pour couvrir une série de paris sportifs perdants.
Larry dit au FBI que feu Jackie Aprile, Sr. a tué Overall. En recevant cette nouvelle, Tony loue un bateau de pêche sportive pour célébrer avec Paulie. Cependant, Paulie est mal à l'aise car il se souvient du meurtre de Big Pussy sur un bateau. En pleine mer, Tony interroge à nouveau Paulie sur la fuite de la blague; Paulie nie à nouveau toute implication. Tony jette un coup d'œil à une hachette et à des couteaux de pêche, mais la tension passe. Cette nuit-là, Paulie fait un rêve dans lequel il voit Pussy et, pris de panique, lui demande comment il gérerait sa propre mort. De retour dans le New Jersey, Paulie envoie à Tony et Carmela une machine à expresso à 2 000 $ ; Tony lui dit qu'ils doivent leur style de vie à des gens comme Paulie.
À New York, Faustino "Doc" Santoro et son garde du corps sont assassinés dans un coup arrangé par Phil, qui devient le nouveau patron de la famille Lupertazzi.
Junior est visité à son centre de soins psychiatriques par ses anciens soldats Pat Blundetto et Beppy Scerbo. Junior les supplie de l'aider à s'échapper mais perd bientôt sa détermination. Il retourne à ses anciennes habitudes de foule, soudoyant un infirmier et organisant une partie de poker illicite pour d'autres patients. Le professeur Lynch, un patient taquine Junior, le dénonce et le jeu est terminé. Junior trouve un disciple admiratif chez un jeune patient nommé Carter Chong, qui a été institutionnalisé pour ses problèmes de colère.
Junior attaque le professeur Lynch et reçoit un nouveau régime de sédatifs. Carter conçoit un plan pour distraire les aides-soignants qui remettent les pilules à Junior afin qu'il puisse les jeter secrètement. Certains des médicaments étaient destinés à combattre l'incontinence de Junior, et il se mouille bientôt de manière humiliante. L'infirmier est licencié pour avoir accepté des pots-de-vin et Junior est menacé d'un transfert dans un établissement public moins agréable s'il ne prend pas ses médicaments. Il se conforme au traitement, à la grande désillusion de Carter. Junior essaie de se réconcilier avec lui, mais l'appelle "Anthony". Lors d'un récital de piano, Carter commence à lancer des boules de papier sur le pianiste; lorsque Junior montre sa désapprobation, Carter devient furieux et l'attaque férocement.
- Musique : la chanson diffusée lors du générique de fin est Sing, Sing, Sing (With a Swing) par Benny Goodman Orchestra[2].

### Épisode 16:Le vice du jeu
- États-Unis : 29 avril 2007 sur HBO

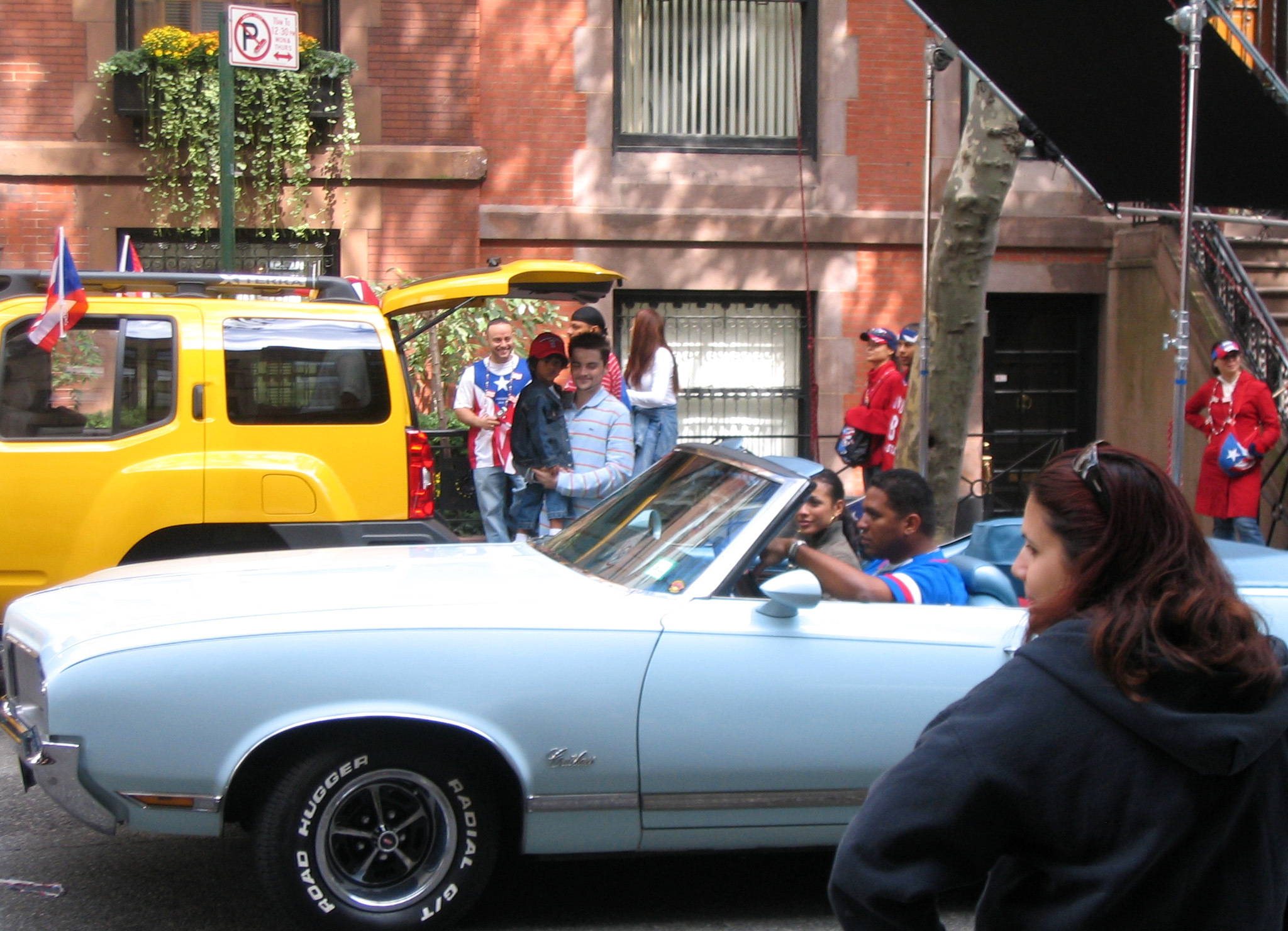
Robert Iler (Anthony Jr.) lors du tournage de l'épisode.

- France : 6 décembre 2007 sur Jimmy

- Nancy Sinatra (elle-même)

Hesh est inquiet car Tony lui a emprunté 200 000 $ qu'il tarde à lui rembourser. Ce dernier est pris par la passion pour les jeux d'argents et les paris sportifs dans lesquels il perd beaucoup. Tony doit également recadrer le fils de Vito qui connaît des problèmes de comportement ; il se résout à l'envoyer dans un camp de redressement.
La séquence de défaites de Tony dans les paris sportifs se poursuit. Quand Hesh l'interroge sur le remboursement du prêt relais de 200 000 $, Tony fait semblant de l'avoir oublié, et décide de lui verser 3000$ chaque jour (alors qu'il ne facture pas les intérêts). Hesh se sent insulté que Tony traite le prêt comme une simple transaction commerciale. Tony traite Hesh d'«usurier» devant son équipage. Plus tard, Hesh fait part de ses inquiétudes à son gendre à propos de Tony, le trouvant changé et devenu très dangereux, et lui dit: "À quel moment est-il moins cher pour lui de régler ça d'une autre manière?".
Carmela vend la maison qu'elle a fait construire (avec des matériaux de qualité inférieure) à son cousin Brian Cammarata et sa femme enceinte. Elle dit à Tony qu'elle a dégagé 600 000 $ et il suppose que la moitié des bénéfices lui revient. Tony veut parier sur une "chose sûre" mais Carmela refuse et il lui cède. La "chose sûre" gagne mais il n'avait que 10 000 $ pour parier dessus. Cela conduit à une dispute furieuse avec Carmela au sujet de l'argent; il la malmène et elle lui jette sa figurine Lladró, la brisant. Plus tard, il s'excuse et ils se réconcilient. Elle s'inquiète des nombreuses menaces qui pèsent sur eux. Il dit qu'il a survécu à une balle; "En termes d'image, je suis en haut, très haut."
La veuve de Vito, Marie, demande à Tony d'aider son fils, Vito Jr., qui porte du maquillage gothique et se conduit mal depuis le meurtre de son père. Marie demande 100 000 $ pour déménager sa famille à Orono, dans le Maine, pour recommencer. Tony est réticent. Lui et Phil (le deuxième cousin de Marie) parlent au garçon, sans effet. Lorsque Vito Jr. est expulsé pour avoir déféqué dans la douche de l'école, Tony décide de payer le déménagement. Cependant, il joue les 100 000 $ qu'il avait réservés pour cela. Au lieu de cela, il propose à Marie d'envoyer Vito Jr. dans un programme de camp d'entraînement dans l'Idaho. Il minimise ses inquiétudes concernant les châtiments corporels et dit qu'il paiera les frais de 18 000 $. Marie accepte à contrecœur et Vito Jr. est emmené contre son gré par le personnel du camp d'entraînement, laissant sa mère et sa sœur en larmes.
En passant, Tony remarque qu'Ahmed et Muhammad se mêlent à des Moyen-Orientaux habillés de façon traditionnelle dans une rue.
- Musique : la chanson diffusée lors du générique de fin est Goin' Down Slow by Howlin' Wolf[2].

### Épisode 17:Sois un homme mon fils
- États-Unis : 6 mai 2007 sur HBO
- France : 6 décembre 2007 sur Jimmy

Christopher est en conflit avec Paulie. Ce dernier utilise son neveu pour voler des perceuses dans le magasin du beau-père de Christopher et les revendre à leurs contacts cubains à Miami. En colère, Chris blesse le neveu de Paulie en le jetant du troisième étage par une fenêtre. En représailles, Paulie détruit le jardin de Christopher avec sa voiture. Tony intervient pour les réconcilier. 
Mais ces événements provoquent une rechute de Christopher dans l'alcool. Il comprend que ses amitiés au sein de la famille ne sont qu'illusion. Il tue alors son ancien parrain des Narcotiques anonymes alors que celui-ci vient de lui faire une remarque à propos de son appartenance à la Mafia.
Tony partage le signalement d'Ahmed et Muhammad à l'agent Harris. Christopher organise un barbecue chez lui. Tony lui fait remarquer qu'il vient moins au bureau au Bada-Bing, celui-ci préférant rester loin des tentations pour rester sobre. Lors des réunions aux alcooliques anonymes, Chris fait part du manque de reconnaissance de la part de Tony et ses associés sur son sevrage. Christopher est en conflit avec Paulie. Ce dernier utilise son neveu pour voler des perceuses dans le magasin du beau-père de Christopher et les revendre à leurs contacts cubains à Miami. Chris vient se plaindre à Tony, mais celui-ci n'est pas disposé à l'aider. Lorsque le neveu de Paulie récidive, Chris, en colère, le blesse en le jetant du troisième étage par une fenêtre. En représailles, Paulie détruit le jardin de Christopher avec sa voiture. 
Tony intervient pour calmer Chris tout en lui reprochant d'être moins présent au sein de la bande, puis réconcilie les deux. Mais la réconciliation, combinée aux derniers évènements, provoquent une rechute de Christopher dans l'alcool, en buvant avec Paulie. Il comprend que ses amitiés au sein de la famille ne sont qu'illusion, lorsque Paulie et les autres associés se moquent de vouloir rester sobre. Il part voir son ancien parrain des Narcotiques anonymes pour lui faire part de son ressentiment envers ses "amis", prêt à les laisser tomber et à tout raconter. Mais celui-ci refuse de l'écouter, et Chris le tue après que celui-ci ait fait une remarque à propos de son appartenance à la Mafia. Chris rentre ivre à la maison.
- Musique : la chanson diffusée lors du générique de fin est The Valley par Los Lobos[2].

### Épisode 18:Bon débarras
- États-Unis : 13 mai 2007 sur HBO
- France : 6 décembre 2007 sur Jimmy

- Sarah Shahi (Sonya Aragon)
- Julianna Margulies (Julianna Skiff)
- Daniel Baldwin (lui-même)

Tony rencontre Phil Leotardo pour se répartir les bénéfices d'une opération de désamiantage d'un chantier ; ils se quittent s'en trouver d'accord. En rentrant de cette réunion, Tony et Christopher ont un grave accident de voiture provoqué par ce dernier qui était au volant. Blessé très gravement (il n'avait pas sa ceinture) et sous l'effet de la drogue, Chris meurt étouffé de la main de son oncle, presque indemne lors de l'accident.
Tony rencontre Phil Leotardo pour trouver un arrangement sur les bénéfices d'une opération de désamiantage d'un chantier ; ils se quittent sans trouver d'accord. En attendant, les équipes de Tony qui n'ont plus accès à la décharge de Phil sont contraints de décharger les chargements d'amiantes dans la nature. En rentrant de cette réunion, Christopher, au volant, fait écouter à Tony la chanson Comfortably Numb issue de l'album du film Les Infiltrés. Alors qu'ils évoquent que Phil devrait mieux profiter de la vie, Tony remarque que Chris est sous l'effet de la drogue. Mais à la fin de la chanson, Chris provoque un grave accident après avoir évité de justesse une autre voiture venant d'en face. Les occupants de la voitures, deux jeunes filles, prennent la fuite (bien que non responsables de l'accident). Blessé très gravement (écrasé par l'airbag, il n'avait pas sa ceinture), Chris avoue à Tony, presque indemne, qu'il a pris de la cocaïne et lui demande de le couvrir. Finalement, Tony tue son neveu en l'étouffant, avant d'appeler les secours. Tony passe la nuit à l'hôpital pour soigner son genou. Il en profite pour informer Carmela de la tragique nouvelle et lui demande d'aller chez Kelly pour la soutenir. 
Le lendemain, l'équipe de Tony se rend chez Chris pour soutenir sa famille. Paulie fait part à Tony de ses regrets sur ses conflits qu'il a eu avec Christopher. Tous apprennent (officiellement) que Chris était sous l'effet de la drogue au moment de l'accident, et que la mère adoptive de Paulie (en fait, sa tante) décède également ce même jour. Le jour suivant, Tony jette avec colère le mug à l’effigie du film de Chris dans le sous-bois de son jardin. Carmela lui avoue qu'elle était rassurée qu'il ne soit pas mort ou gravement blessé dans l'accident. Tony et Carmela se rendent aux obsèques de Christopher et de la tante de Paulie. Paulie reproche à Tony le manque d'égard des autres amis à l'égard de sa tante. 
- Musique : la chanson diffusée lors du générique de fin est Minas De Cobre (For Better Metal) par Calexico[2].
- Le titre original Kennedy and Heidi fait référence aux deux occupantes de la voiture qui a indirectement provoqué l'accident mortel de Christopher.
- La mort de Christopher est brièvement évoquée dans la série She-Hulk.

### Épisode 19:Mauvaise Graine
- États-Unis : 20 mai 2007 sur HBO
- France : 13 décembre 2007 sur Jimmy

Tony accompagné de Silvio et Bobby rencontre Phil Leotardo pour trouver un compromis à propos de leurs chantiers communs mais le boss de New-York rejette toutes les propositions. Coco, un homme de main de Phil, croise Meadow dans un restaurant et la harcèle avec des remarques déplacées alors qu'elle est en tête à tête avec son nouveau fiancé. Elle révèle plus tard à ses parents que celui-ci est Patrick Parisi, le fils ainé de Patsy. En représailles, Tony retrouve Coco et lui casse la mâchoire ; cet acte déclenche une « guerre » entre les familles du New-Jersey et de New-York, Phil ne voulant plus trouver une voie d'apaisement avec Tony.
Tony rentre satisfait de son voyage à Las Vegas, et fait part de son expérience avec ses associés. Cependant, les équipes de Tony doivent se débrouiller pour gérer les déchets des opérations de désamiantage, quitte à décharger l'amiante en pleine nature, faute d'accord avec Phil Leotardo. Tony accompagné de Silvio et Bobby essaie de trouver avec Phil Leotardo un compromis à propos de leurs chantiers communs, mais le boss de New-York rejette toutes les propositions. Pire, il refuse désormais tout compromis avec les Soprano lorsque Tony lui fait remarquer d'être trop ferme sur les affaires. Les accords entre les deux familles sur les chantiers sont suspendus.
Anthony Jr. est toujours dépressif. Il a pris de la distance de ses "amis" après que ceux-ci aient agressés un cycliste afro-américain gratuitement. Il rejette la société moderne, en lisant des articles islamistes. Il abandonne à nouveau ses études et fait une tentative de suicide en tentant de se noyer dans la piscine familiale. Tony rentrant à la maison, entend les cris de son fils et plonge tout habillé pour le sauver. Le psychiatre prescrit du Valium à A.J. et il est ensuite admis dans une clinique psychiatrique. Si Tony est soutenu par ses associés, Carmela lui en veut d'avoir refilé sa dépression à son fils. Le psychiatre du docteur Melfi recommande à sa patiente de lire une étude qui explique que la thérapie améliore la dangerosité des sociopathes.
- Musique : la chanson diffusée lors du générique de fin est Ninna Nanna (Lullaby), chanson traditionnelle sarde[2].

### Épisode 20:Terminus
- États-Unis : 3 juin 2007 sur HBO
- France : 13 décembre 2007 sur Jimmy

La guerre entre la famille de Phil Leotardo et celle des Soprano a commencé. Alors que les tueurs italiens engagés par les Soprano tuent par erreur un homme confondu avec Phil, ce dernier envoie ses hommes tuer Bobby et blesser très gravement Silvio. Tony doit mettre sa famille à l'abri, se cacher avec ses hommes et préparer une contre-attaque.
La guerre entre la famille de Phil Leotardo et celle des Soprano a commencé. Phil présente son plan de bataille à son équipe : éliminer les chefs du clan Soprano, et accueillir les autres membres qui acceptent de travailler pour celui de Phil. C'est dans ce contexte que Silvio élimine Burt Gervasi, un membre des Soprano, qui a décidé de changer de camp. Informé par l'agent Harris sur les projets de Phil, Tony décide de lancer les hostilités contre Phil, et son équipe accepte de le suivre sans hésiter, malgré les risques. 
Lors d'un diner avec ses amis, le docteur Melfi est prise à partie car son patient Tony Soprano ne fait pas de progrès et peut même se servir de la thérapie pour son propre bénéfice de sociopathe, comme le confirme une étude que son confrère lui a recommandé. Convaincue, elle met fin à la thérapie de Tony Soprano, se servant comme prétexte qu'il ne respecte pas ses magazines dans sa salle d'attente. A la clinique, Anthony Jr. retrouve une ancienne amie Rhiannon. Plus tard, Anthony Jr. sort de la clinique et retourne à la maison. Janice demande à son frère d'aider financièrement leur oncle, et Tony refuse.
Les Soprano font venir des tueurs italiens pour éliminer Phil chez sa maîtresse ukrainienne. Mais le soir du forfait, les assassins tuent par erreur un homme confondu avec Phil (en réalité le père de la maîtresse) en plus de la maîtresse. Informé le lendemain, Tony comprend que Phil est parti se cacher dès les débuts des hostilités et ordonne à tout de le monde de rester sur ses gardes et changer ses habitudes.
- Musique : la chanson diffusée lors du générique de fin est Running Wild (Extended Instrumental) par Tindersticks[2].

### Épisode 21:Fabriqué en Amérique
- États-Unis : 10 juin 2007 sur HBO
- France : 13 décembre 2007 sur Jimmy

- Michael Kelly (l'agent Goddard)
- Arthur J. Nascarella (Carlo Gervasi)
- Emily Wickersham (Rihannon)
- Jenna Stern (le docteur Doherty)

En échange des informations sur un réseau terroriste, le FBI indique à Tony où se cache Phil Leotardo. Avec l'accord des bras droits de la famille Lupertazzi, Phil est abattu par les hommes de Paulie à la station-service. Les Soprano gagnent la guerre. Anthony Jr. fait exploser sa voiture accidentellement et voyant sa vie changée, décide de faire l'armée. Mais ses parents décident de l'envoyer sur la voie de la production de films. Meadow va se marier avec le neveu de Patsy.
Tony reste caché avec son équipe. Il rencontre l'agent du FBI Harris et lui donne des informations sur Ahmed et Muhammad en échange de l'emplacement de Phil, mais Harris ne sait rien. Tony rend visite à sa famille dans leur maison sécurisée et les rejoint plus tard aux funérailles de Bobby. Tony rend ensuite visite à Janice chez elle, et elle lui dit qu'elle élèvera les enfants de Bobby, inconscients de combien ils la détestent. Plus tard, Harris informe Tony que Phil utilise les téléphones publics des stations-service d'Oyster Bay, Long Island, et l'équipe de Tony commence à surveiller la zone.
Phil appelle Butchie depuis une cabine téléphonique, exprime sa colère à propos de son échec à tuer Tony et rejette la suggestion de Butchie de faire la paix. Il dit aussi sombrement à Butchie qu'il sera puni pour son inefficacité après la mort de Tony.
Tony rencontre Butchie pour négocier à l'insu de Phil. Butchie refuse de divulguer l'emplacement de son patron, mais accepte une trêve et permet à Tony d'ordonner un coup sur Phil, et ils acceptent également de restituer la famille de Bobby. Peu de temps après, Tony et sa famille retournent dans leur maison de North Caldwell. Pendant ce temps, Benny et Walden repèrent Phil et l'abattent dans une station-service.
Anthony Jr. se rapproche de Rhiannon et tous deux échappent de justesse à l'explosion accidentelle de la voiture du jeune homme. AJ sort ainsi de sa dépression. AJ dit à ses parents qu'il a l'intention de rejoindre l'armée, mais ils s'arrangent pour qu'il travaille pour la société de production cinématographique de Little Carmine à la place. Meadow et Patrick Parisi annoncent leurs fiançailles et que Meadow pourrait décrocher un emploi bien rémunéré dans un cabinet d'avocats qui défend les criminels en col blanc, à la déception de Tony. Tony rend visite à Silvio dans le coma à l'hôpital.
Carlo disparaît et Paulie craint qu'il ne soit devenu un informateur après l'arrestation de son fils Jason Gervasi pour une accusation liée à la drogue. L'avocat de Tony, Neil Mink, dit à Tony que Carlo témoignera probablement et que Tony sera inculpé. Paulie s'emporte lorsqu'il voit le chat qu'ils ont recueilli à la planque regarder toute la journée la photo de Christopher dans le bureau de la Satriale, avant d'être recadré par Tony. Avec Carlo parti, Tony offre la direction de l'équipage Aprile à Paulie, qui rejette d'abord l'offre avant d'accepter à contrecœur.
Janice rencontre Junior dans sa maison de retraite pour lui annoncer la mort de Bobby, mais la démence de Junior le laisse trop confus pour comprendre. Oncle Pat dit à Tony qu'il pense que Janice complote pour réclamer l'argent restant de Junior pour elle-même. Tony rend visite à Junior et lui dit de donner l'argent aux enfants de Bobby, mais se rend compte que Junior ne sait plus qui il est. Quand Tony essaie de rappeler à Junior sa vie mafieuse et comment lui et son frère "dirigaient North Jersey", Junior répond: "Eh bien, c'est bien." Un Tony aux larmes aux yeux s'en va. 
- Musique : c'est le seul épisode de la série sans musique lors du générique de fin ; celui-ci est entièrement silencieux.